# Nuovo soggettario
Il Nuovo soggettario è il sistema realizzato dalla Biblioteca Nazionale Centrale di Firenze (BNCF) che in Italia ha il compito istituzionale di curare e sviluppare strumenti di indicizzazione per soggetto, in virtù del suo ruolo di archivio nazionale del libro e di agenzia bibliografica produttrice della Bibliografia nazionale italiana (BNI).
È impiegabile in biblioteche, archivi, mediateche, centri di documentazione e altri istituti dell'eredità culturale per indicizzare risorse di varia natura (testi, immagini, suoni, siti web, ecc.)  su supporti vari (analogici, digitali); è costituito da un sistema a più componenti, di cui le principali sono: un insieme di norme sintattiche e semantiche (pubblicate nella relativa Guida) finalizzate all'elaborazione di intestazioni di soggetto; il thesaurus multidisciplinare in lingua italiana contenente la terminologia impiegabile nell'indicizzazione e, in fase di ricerca, dagli utenti di cataloghi online e altre basi di dati. Il thesaurus del Nuovo soggettario è disponibile in formato aperto nell'ottica dei dati collegati (linked data).

## Scopo
L'obiettivo del Nuovo soggettario è quello di proporre un metodo di indicizzazione per soggetto coerente con le indicazioni degli standard internazionali in materia. Ha rinnovato il Soggettario per i cataloghi delle biblioteche italiane, pubblicato dalla BNCF nel 1956 e utilizzato per lunghi anni dalla maggior parte delle biblioteche italiane.

## Storia
Il progetto per l'elaborazione del Nuovo soggettario è stato avviato da Antonia Ida Fontana, direttrice della Biblioteca nazionale centrale di Firenze dal 1996 al 2010, ed è stato sostenuto fin dall'inizio dal Ministero della cultura (MiC) e dall'Istituto centrale per il catalogo unico delle biblioteche italiane e per le informazioni bibliografiche (ICCU).
È nato dalla convinzione che il Soggettario 1956 fosse ormai uno strumento invecchiato e se ne rendesse necessaria una profonda revisione, anche alla luce degli sviluppi che, in questo ambito, hanno prodotto teorie, standard internazionali, modelli concettuali e sistemi di indicizzazione di altri paesi.
Le principali tappe attraverso le quali si è sviluppato il progetto del Nuovo soggettario sono le seguenti:
- 2000-2002: Studio di fattibilità sul rinnovamento del Soggettario da parte di un team di consulenti esterni[3], coordinati da Luigi Crocetti e provenienti dall'esperienza del Gruppo di ricerca sull'indicizzazione per soggetto (GRIS)[4] Lo Studio analizzò e definì principi, caratteristiche e requisiti del nuovo linguaggio di indicizzazione, producendo un insieme di raccomandazioni da sviluppare per fasi in un piano a breve e medio termine[5].
- 2003-2005: Verifica delle ipotesi individuate per il nuovo linguaggio, con una sperimentazione su specifici “casi bibliografici”; avvio della fase prototipale e scelte tecnologiche; redazione delle norme sintattiche e semantiche; allestimento del prototipo del Thesarus on-line.
- 2007: Pubblicazione del volume Nuovo soggettario. Guida al sistema italiano di indicizzazione per soggetto Prototipo del Thesaurus, contenente le norme (sintattiche e semantiche)[6] e dell'interfaccia di ricerca per l'utente del Thesaurus on-line.
- 2007: Pubblicazione del Thesaurus on-line come servizio in abbonamento, con aggiornamenti semestrali. Inizio di impiego del Nuovo soggettario da parte della Bibliografia nazionale italiana e avvio dello sviluppo e dell'incremento terminologico del Thesaurus.
- 2008: Inizio di impiego del Nuovo soggettario da parte di altre biblioteche italiane.
- 2010: Accessibilità gratuita al Thesaurus on-line[7] e al Manuale applicativo[8] di ausilio agli indicizzatori, periodicamente aggiornato.
- 2010: Prototipo di traduzione del formato dei metadati del Thesaurus nello standard SKOS/RDF anche nell'ottica dei linked data e avvio dell'interoperabilità con altri sistemi di organizzazione della conoscenza (knowledge organization systems) disponibili online.
- 2011: Inizio dell'interoperabilità con equivalenti in lingua inglese di Library of Congress Subject Headings (LCSH)[9].
- 2011: Sperimentazione dell'impiego del Thesaurus nell'indicizzazione automatica di risorse digitali.
- 2012: Inizio dell'interoperabilità con equivalenti in lingua francese di Répertoire d'autorité-matière encyclopédique et alphabétique unifié (RAMEAU)[10].
- 2013: Inizio dell'interoperabilità reciproca fra il Thesaurus e Wikipedia in italiano.
- 2016: Inizio dell'interoperabilità fra il Thesaurus e database di archivi e musei in ottica GLAM.
- 2018: Inizio dell'interoperabilità con equivalenti in lingua tedesca di Gemeinsame Normdatei (GND)[11]
- 2019: Inizio dell'interoperabilità con equivalenti in lingua spagnola di Encabezamientos de materia de la Biblioteca Nacional de España (EMBNE).
- 2021: Pubblicazione della 2. ed. interamente rivista e aggiornata del volume Nuovo soggettario, Nuovo Soggettario.

## Differenze con il precedente strumento

### Soggettario
Il Soggettario del 1956 è stato il frutto del lavoro ventennale che un gruppo di bibliotecari della Biblioteca Nazionale Centrale di Firenze (coordinato nella fase finale da Emanuele Casamassima) aveva elaborato a partire dalle intestazioni del catalogo a soggetto della Biblioteca e ispirandosi alla tradizione americana delle Library of Congress Subject Headings, LCSH. Esso prevedeva un'indicizzazione di tipo pre-coordinato, basata su voci principali e suddivisioni; le intestazioni di soggetto potevano essere costituite sia da un solo termine presente nella lista, sia da una combinazione di più termini (“stringhe di soggetto”). Si presentava in forma di vocabolario controllato, con termini in ordine alfabetico, collegati ad altri termini sulla base dei significati; non contemplava un apparato di norme sintattiche esplicite, le relazioni semantiche individuate non rispondevano ad uno standard uniforme e rigoroso (ai tempi inesistente).
I fondamentali principi di esaustività, specificità e coestensione non sempre erano perseguibili nonostante lo strumento accogliesse, in linea di massima, i criteri di analisi e appartenenza categoriale elaborati da Shiyali Ramamrita Ranganathan.
Nel corso di cinquant'anni il Soggettario è stato arricchito con la pubblicazione di Liste di aggiornamento fino al 1999, elenchi di nuovi termini introdotti dalla Bibliografia nazionale italiana.
Lo strumento però rivelava ormai la sua inadeguatezza sia nei settori disciplinari che si erano maggiormente evoluti, sia sul piano lessicale e strutturale, senza contare che il passaggio dai cataloghi cartacei a quelli elettronici ne aveva messo ancora più in risalto i limiti.

### Nuovo soggettario

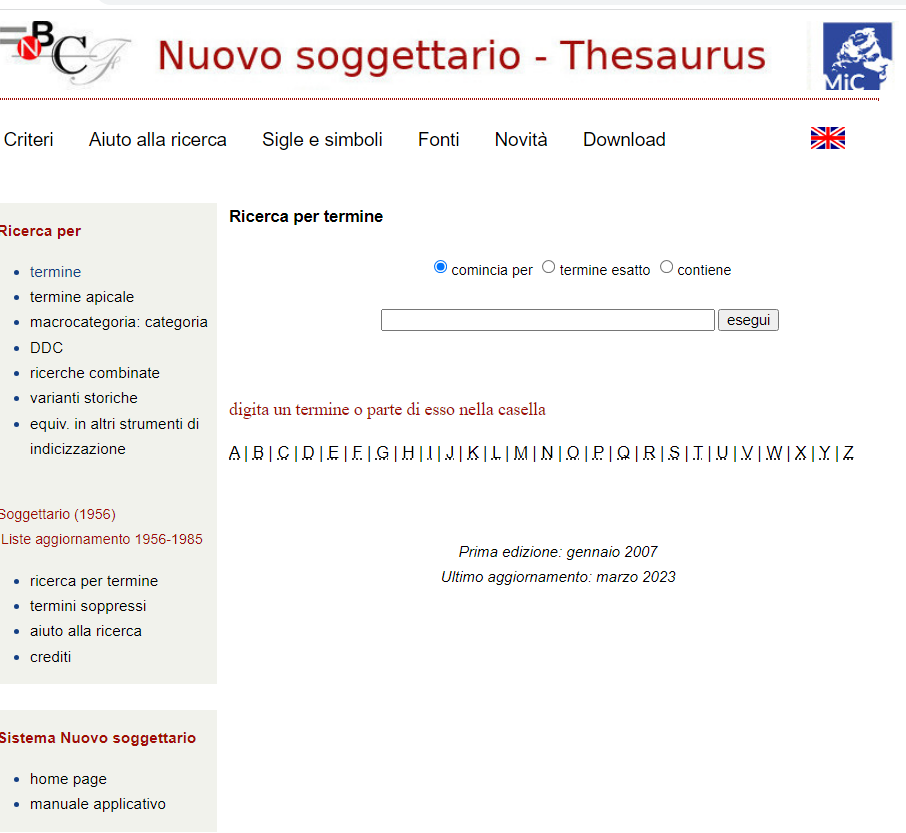
Thesaurus Nuovo soggettario

Il Nuovo soggettario persegue principi di specificità, esaustività e coestensione. Prevede norme sintattiche e semantiche esplicite ed è usabile sia in modalità pre-coordinata che post-coordinata. Ispirato ai principi dei sistemi analitico-sintetici, è fondato su un approccio interdisciplinare all'indicizzazione, mantenendosi attento ai metodi delle classificazioni a faccette. Il linguaggio previsto è costituito da un insieme dettagliato di norme e da un thesaurus multidisciplinare, come componenti fondamentali di una struttura che mantiene distinte la sfera della sintassi e quella terminologica. È aderente agli standard ISO in materia di indicizzazione semantica (sia relativi all'analisi concettuale che ai Thesauri), alle linee guida dell'International Federation of Library Associations and Institutions (IFLA) e ad altri modelli che garantiscono requisiti funzionali nella ricerca bibliografica (ad esempio Functional Requirements for Bibliographic Records (FRBR), IFLA Library Reference Model (IFLA LRM)): grazie a queste caratteristiche può colloquiare ed essere interoperabile con altri strumenti di indicizzazione.
Il Nuovo soggettario si pone nella prospettiva di sviluppare sempre di più la ricerca in rete, per consentire il collegamento tra il Thesaurus e altri tipi di vocabolari.  Nell'ottica di un'apertura verso domini non librari e nella previsione di una sempre maggiore integrazione fra archivi diversi, il Thesaurus è disponibile oltre che negli standard Zthes e MARC21 e anche in protocolli e formati adeguati allo scambio di dati nel web come SKOS/RDF (prima mappatura in SKOS v. 0.1 del giugno 2010).
Su questo versante, la BNCF ha in corso collaborazioni e contatti a livello nazionale e internazionale per ottimizzare le modalità di pubblicazione in rete - come linked data - dei metadati prodotti. I metadati del Thesaurus sono disponibili secondo la Licenza Creative Commons Attribuzione 4.0 che prevede la libera utilizzazione a condizione che ne venga esplicitamente riconosciuta la paternità.
Gli utenti del Thesaurus possono interagire con il gruppo di lavoro della BNCF, attraverso la compilazione di un form dedicato (a cui si accede tramite un link segnalato da un'icona a forma di bustina, visibile accanto a ogni termine), per inviare commenti e segnalazioni sul termine stesso, le sue relazioni semantiche, ecc. in relazione alla terminologia già presente.  Invece la proposta di nuovi termini è riservata agli enti che hanno formalmente siglato convenzioni con la BNCF per lo sviluppo del Thesaurus.

## Sviluppi
Gli aggiornamenti e le revisioni del Thesaurus sono effettuate dal Settore ricerche e strumenti di indicizzazione semantica della BNCF (coordinamento generale) con la collaborazione di altri due settori della BNCF: Bibliografia nazionale italiana (BNI) e Servizi informatici.
Il Nuovo soggettario, che si avvale di una ampia rete di collaborazioni con enti di vario tipo (biblioteche universitarie, di ente locale, ecclesiastiche ecc., poli SBN, importanti istituti di ricerca e culturali come l'Accademia della Crusca, il CNR, l'Istituto dell'Enciclopedia italiana Treccani, ecc.), è sempre più integrato con i dati strutturati di Wikidata. Inoltre il Thesaurus sta progressivamente incrementando la sua funzionalità sul fronte del multilinguismo (grazie alle migliaia di equivalenti via via implementati) e ha l'obiettivo di migliorare i propri collegamenti con metadati di archivi e musei: un'iniziativa innovativa nel panorama degli strumenti di indicizzazione per soggetto realizzati dalle biblioteche nazionali.

## Statistiche
Il Thesaurus del Nuovo soggettario è in costante accrescimento;  dai 13.000 termini pubblicati nel prototipo del gennaio 2007 ha raggiunto 73.800 termini nell'ottobre 2024. L'incremento dei termini e degli equivalenti in altre lingue è rilevato con periodicità semestrale ed è visibile nel sito della BNCF.